# Vladimer Aptsiauri
Vladimer Aptsiauri (né le 4 février 1962 en Géorgie soviétique, mort le 17 mai 2012 à Tbilissi) est un escrimeur soviétique (géorgien).

## Carrière
Il remporte une médaille d'or à Séoul en 1988 en fleuret par équipes.